# Energit (hudební skupina)
Energit byla česká jazz rocková skupina, která vystupovala především v 70. letech 20. století. Vznikla počátkem roku 1973 a sešli se v ní Luboš Andršt (kytara), Ivan Khunt (zpěv), Jaroslav Erno Šedivý (bicí), a Vladimír Padrůněk (baskytara).
Skupina koncertně vystupovala v první sestavě velmi krátce. Po komunistickém zákazu následovala emigrace Erno Šedivého a Ivana Khunta. Další pokračování byla skupina Energit Luboše Andršta. Ta už se ale věnovala jazzrockovému hudebnímu stylu s jinými hudebníky a natočily dvě LP desky a jednu SP desku. Postupně skupinou prošlo mnoho dalších známých hudebníků (Vladimír Mišík, Anatoli Kohout, Karel Jenčík, Jaromír Helešic, Rudolf Ticháček, Emil Viklický a Jan Vytrhlík).
Po 33 letech se činnost skupiny obnovila a do ukončení své činnosti po smrti leadera Luboše Andršta v roce 2021 vystupovala ve složení:
- Luboš Andršt (kytara)
- Jiří Zelenka (bicí)
- Vladimír Guma Kulhánek (baskytara)
- Honza Holeček (zpěv a klávesy)

## Nahrávky
- Energit – Supraphon 1975 (částečně vyšlo na: Československý jazzrock 1970–1976 Bonton 1999)
- Mini Jazz klub Energit, skladby: Soumrak, Zelený satén - Panton 1976,
- Jazzrocková Dílna 2 - Supraphon 1977, skladba Superstimulátor, společné album s Jazz Q a Impuls
- Piknik – Panton 1978
- Time's Arrow – Supraphon 2017[5]

## Galerie

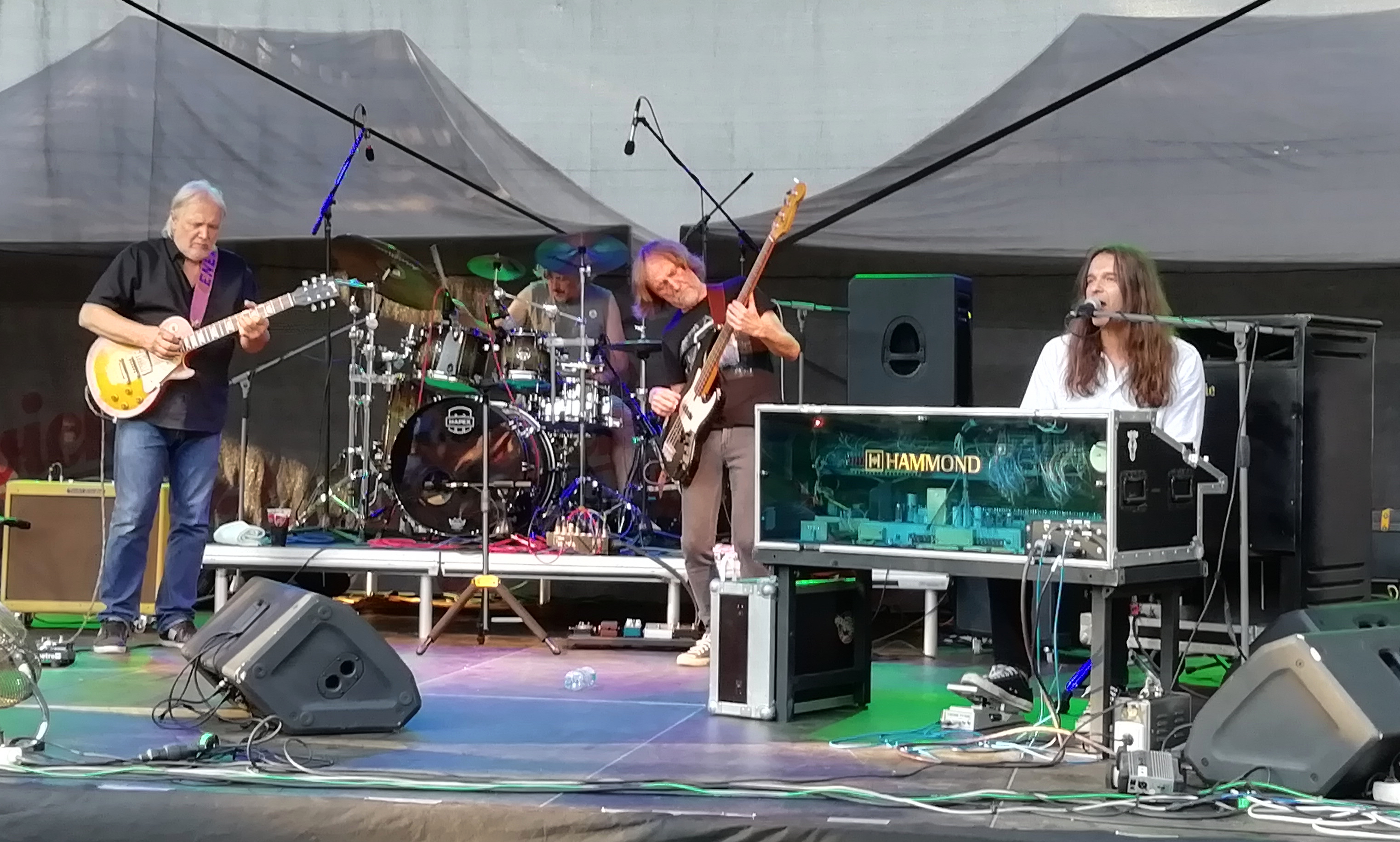
Zleva Luboš Andršt, Jiří Zelenka, Vladimír Guma Kulhánek a Jan Holeček
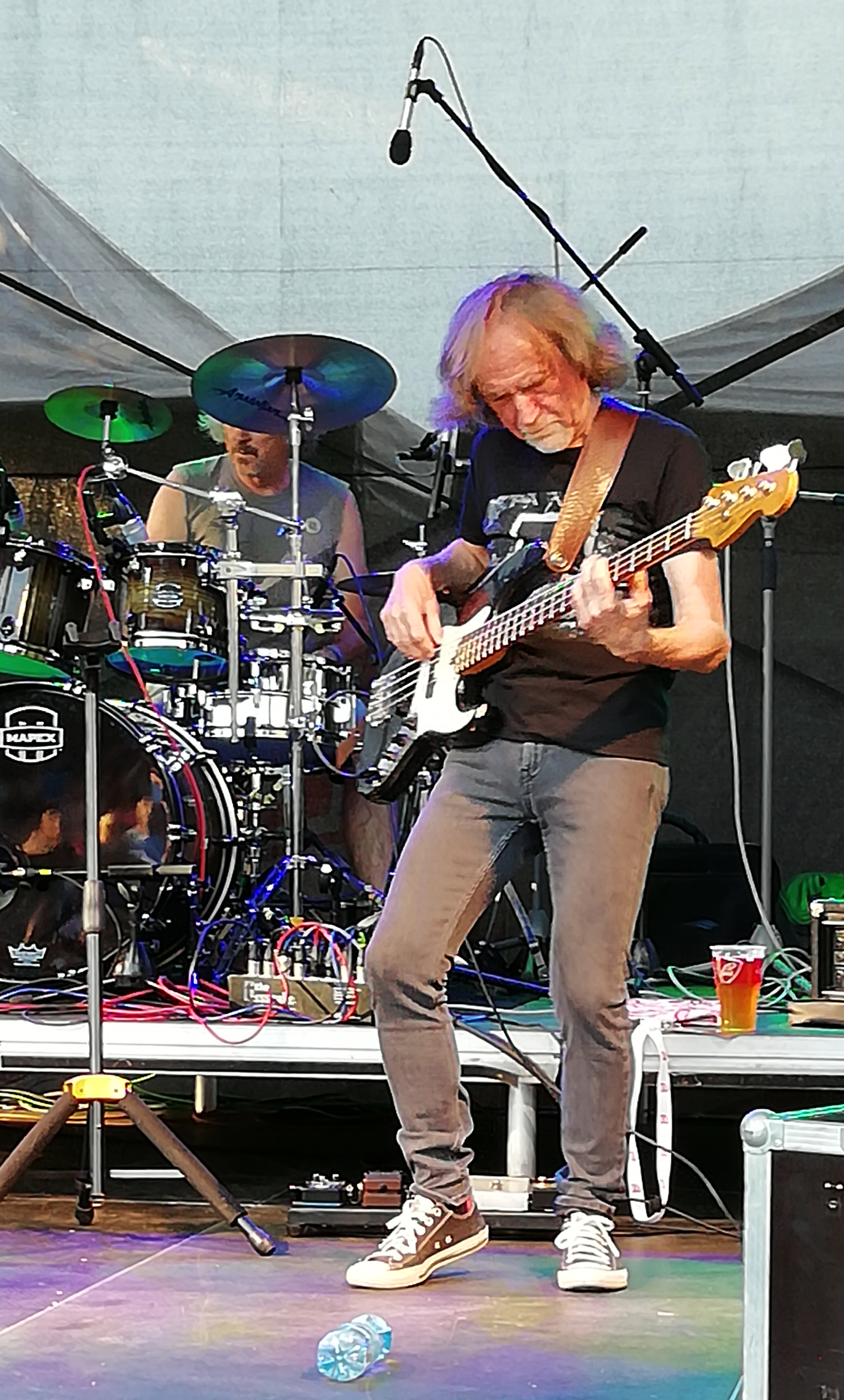
Vladimír Guma Kulhánek
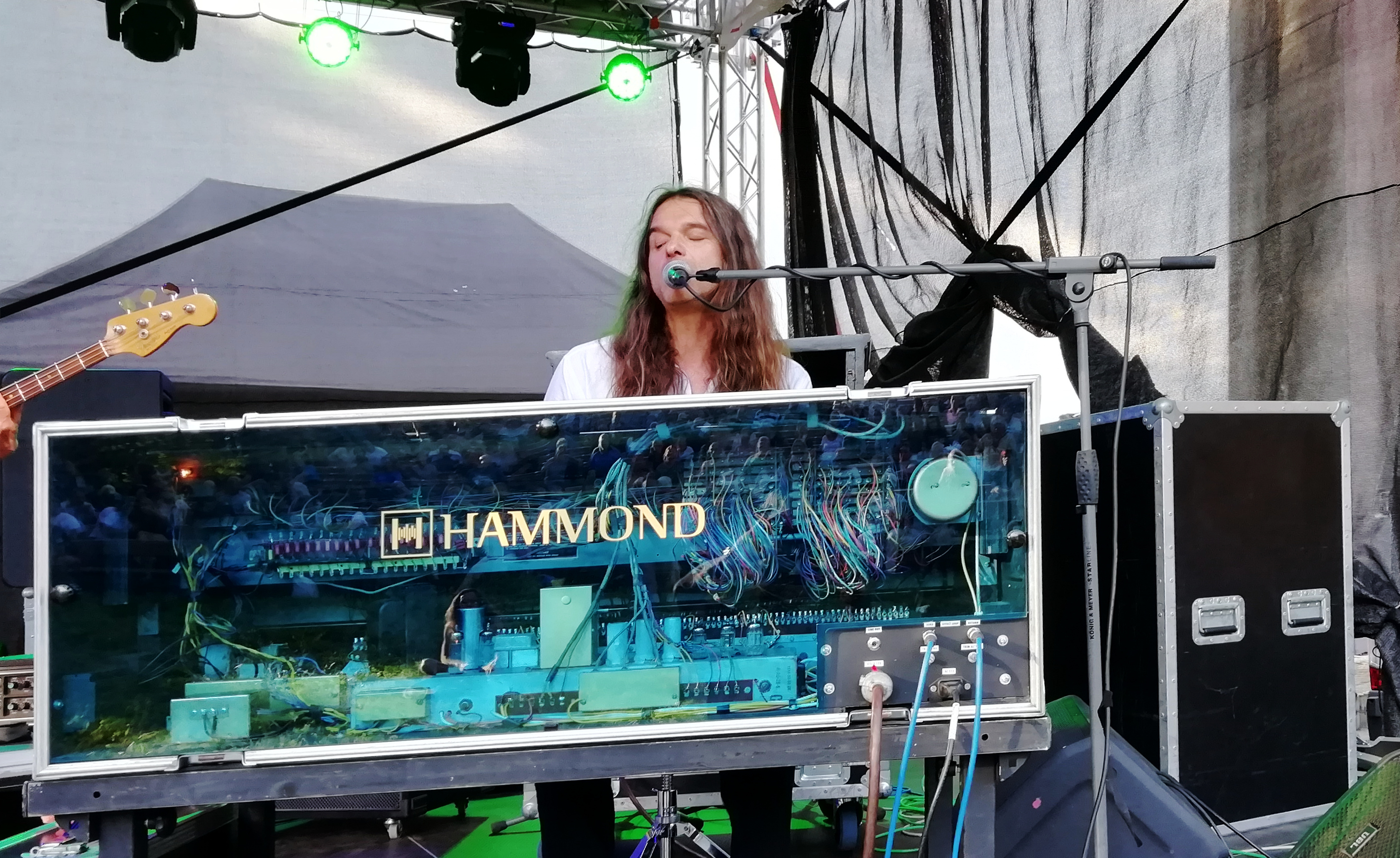
Jan Holeček